# Tito Sarrocchi

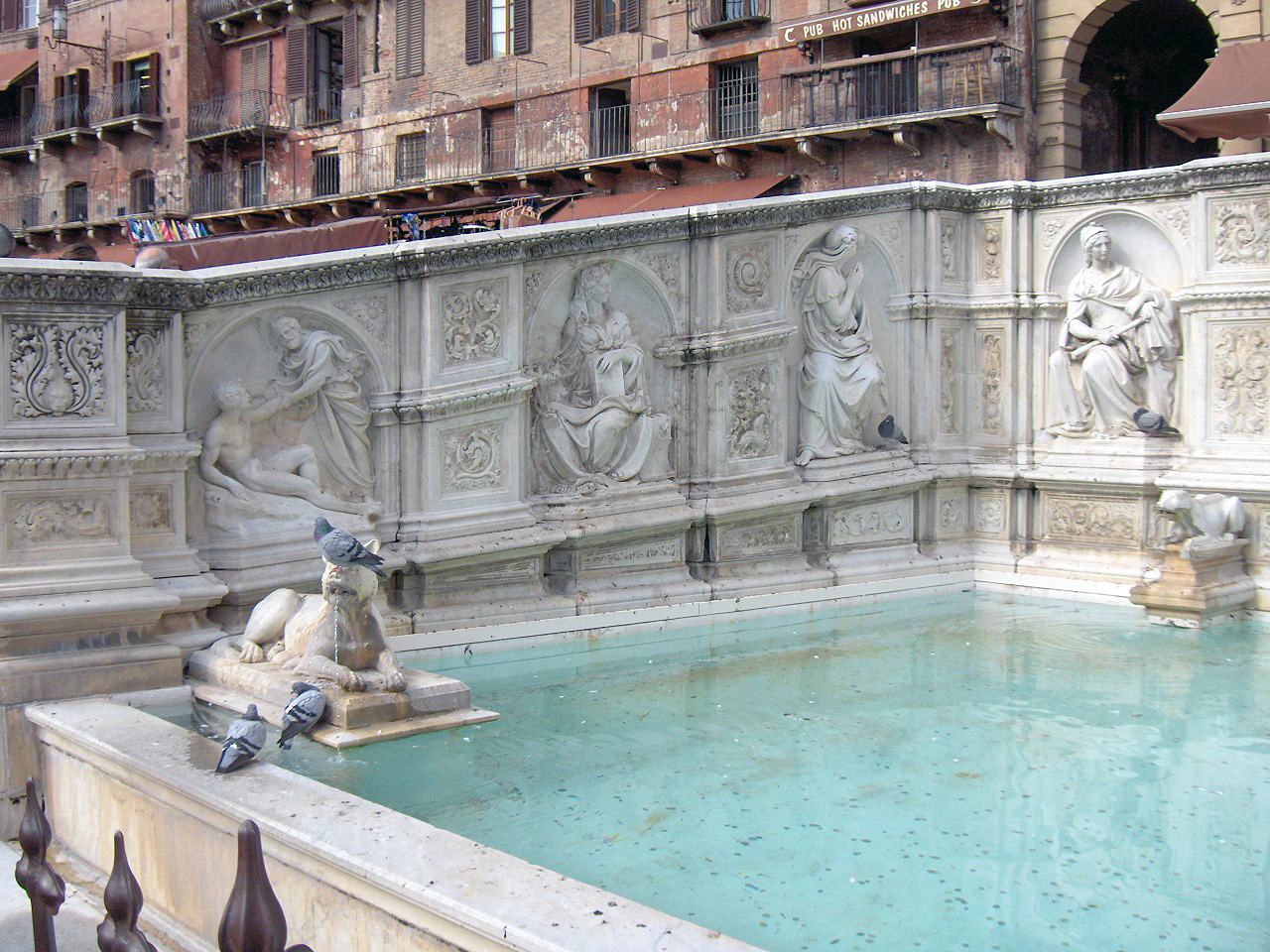
Fonte Gaia a Siena in piazza del Campo

Tito Sarrocchi (Siena, 5 gennaio 1824 – Siena, 30 luglio 1900) è stato uno scultore italiano.

## Biografia
Di umili origini, dovette provvedere al sostentamento dei fratelli dopo la morte della madre. Fin da piccolo frequentò il laboratorio che si occupava dei restauri del Duomo di Siena, interessandosi all'arte e in particolar modo alla scultura. Si trasferì nel 1841 a Firenze dove seguì i corsi serali dell'Accademia di Belle Arti con Lorenzo Bartolini e in seguito entrò nella bottega di Giovanni Dupré, suo concittadino.
Nel 1852 creò la sua prima opera indipendente, La Baccante, e nel 1855 venne scelto per ultimare il monumento a Giuseppe Pianigiani, iniziato da Enea Becheroni.
Tornato a Siena realizzò molte opere: un Michelangelo Buonarroti per Villa Lucarini Saracini, Il genio della morte, Le virtù teologali, il Tobia e La visione di Ezechiele per il cimitero di Siena, il monumento civile ai caduti in piazza dell'Indipendenza e il monumento a Sallustio Bandini in piazza Salimbeni.

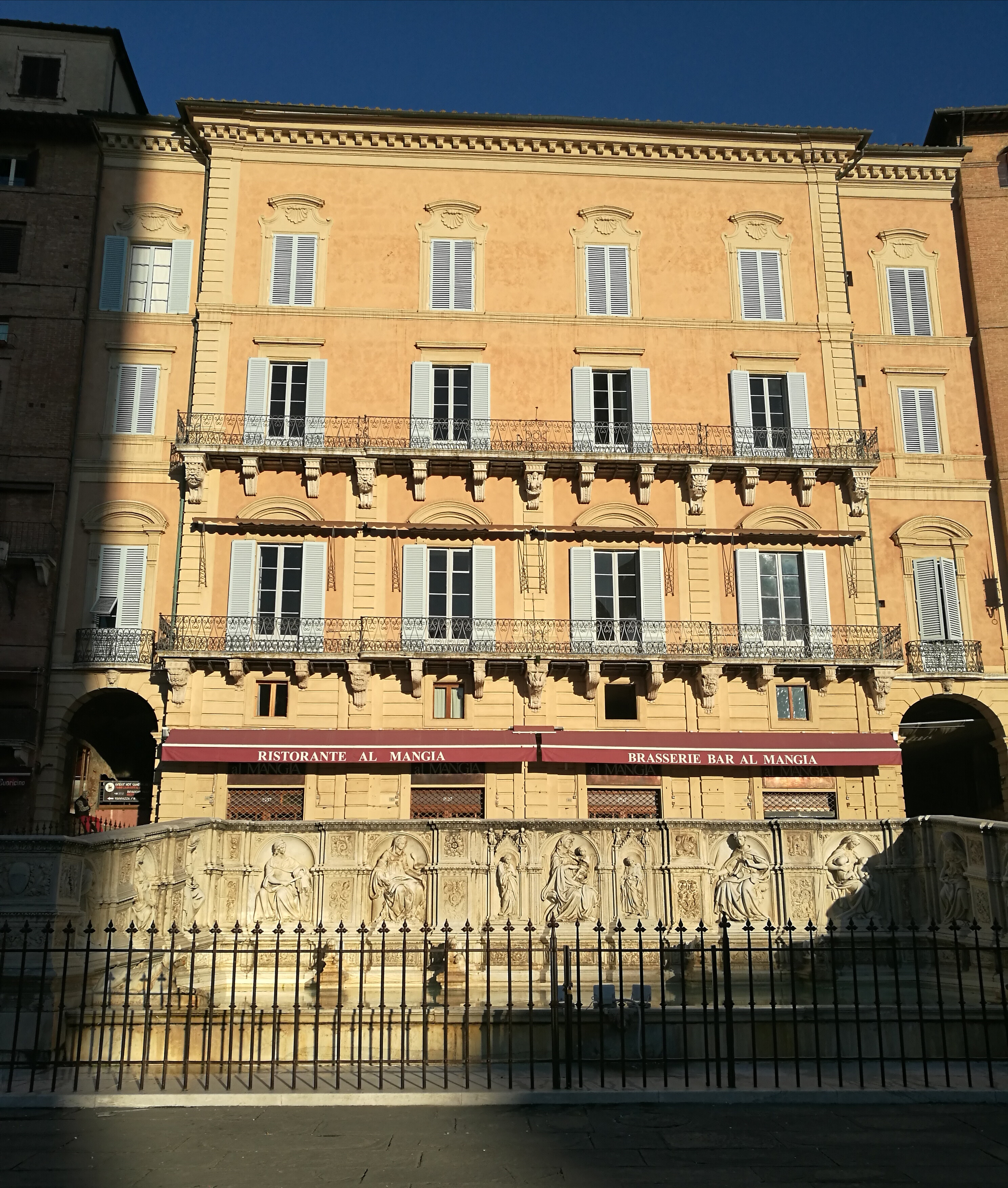
Fonte Gaia in piazza del Campo a Siena, con la facciata del Circolo degli Uniti

Tra le sue opere più famose anche alcune riproduzioni di opere scultoree antiche sottratte all'esposizione agli agenti atmosferici per preservarle. Si ricordano la Fonte Gaia di Jacopo della Quercia (1868, dove creò anche alcune integrazioni), le sculture del Duomo di Siena e quelle per Santa Maria del Fiore a Firenze. Per questa chiesa collaborò anche alla realizzazione della nuova facciata, scolpendo il bassorilievo della Maria in trono con uno scettro di fiori sul frontone del portale centrale.
Nel 1879 creò il monumento ai caduti nella guerra di indipendenza, nel 1958 trasferito nel piccolo giardino del viale Pannilunghi a San Prospero, Siena.
Dal 1873 ottenne alcuni importanti riconoscimenti accademici in tutta Italia e fece parte della Giunta superiore di belle arti presso il Ministero della pubblica istruzione.

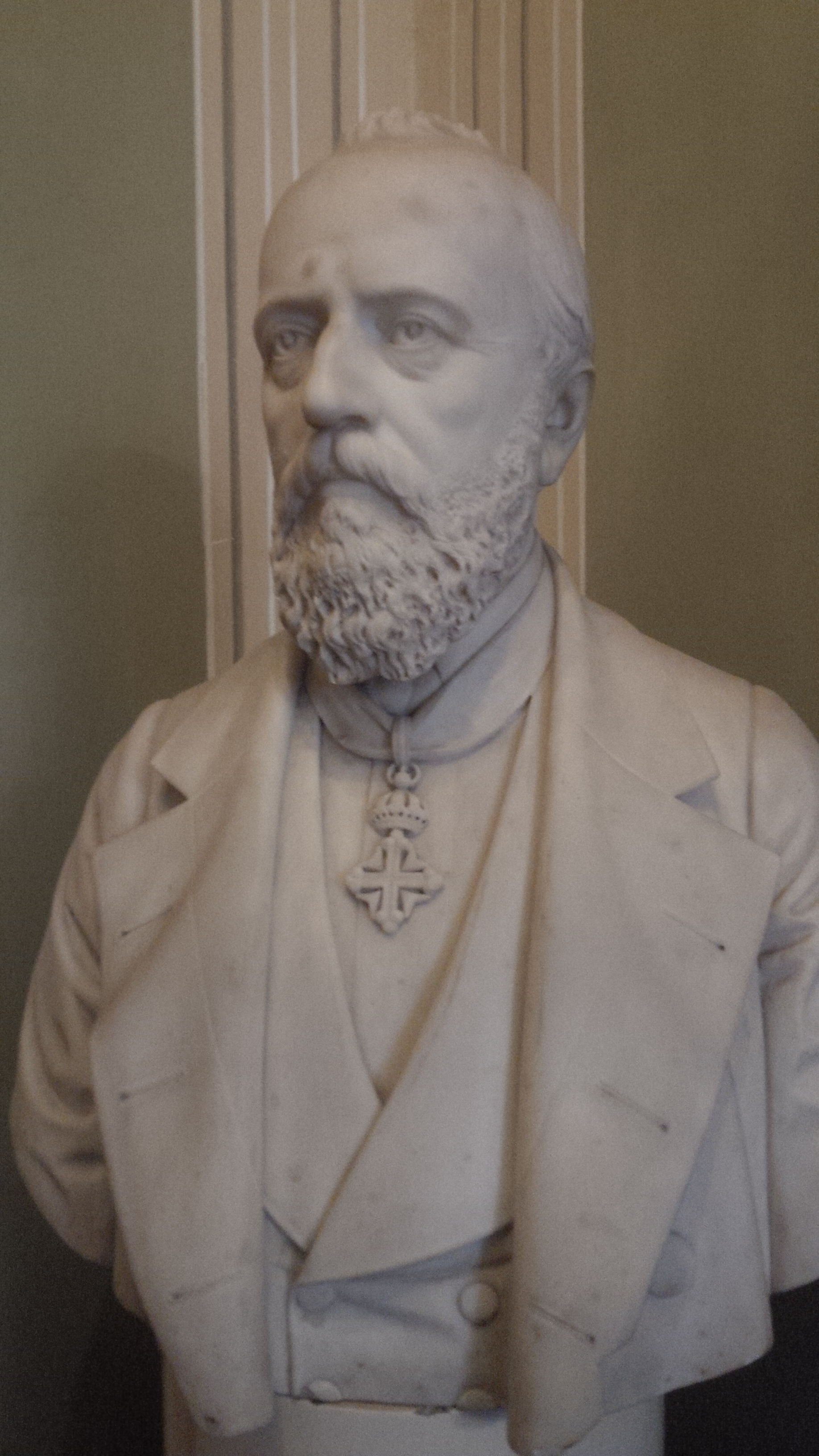
Busto Senatore Tiberio Sergardi nel Palazzo Fineschi Sergardi

Del 1887 è il busto realizzato in memoria del senatore Tiberio Sergardi (collocato presso il Palazzo Fineschi Sergardi a Siena), patriota italiano, importante uomo pubblico senese dalla costituzione del Regno d'Italia.
Sposato dal 1867 con la maremmana Emma Pallini (1844-1909), fu molto legato a Grosseto, città nella quale realizzò il monumento ad Alessandro Manetti (1873), i medaglioni marmorei di Leonardo Ximenes, Sallustio Bandini, Pio Fantoni e Vittorio Fossombroni per la sala del consiglio comunale (1878), il monumento a Giuseppe Garibaldi (1884) e varie opere scultoree presso il monumentale cimitero della Misericordia. La coppia ebbe cinque figli: l'ingegnere Guido (1868-1934), l'avvocato e senatore Gino (1870-1950), Adele (1872-1937), Giuditta (1874-1946) e Annina (1879-1971). 
Nel 1999, in occasione della mostra delle sculture, modelli in gesso e bozzetti che l'artista aveva donato al Comune di Siena nel 1894, su consiglio dell'amico architetto Giuseppe Partini, allestita presso il Complesso Museale Santa Maria della Scala, è stato realizzato un volume esaustivo sull'opera dello scultore curato da Marco Pierini con un album fotografico di Mauro Tozzi. Nel volume sono stati catalogati gli oltre 200 pezzi donati da Sarrocchi, parte dei quali restaurati dopo le alterne vicende di conservazione nel corso del Novecento.